# Alarije

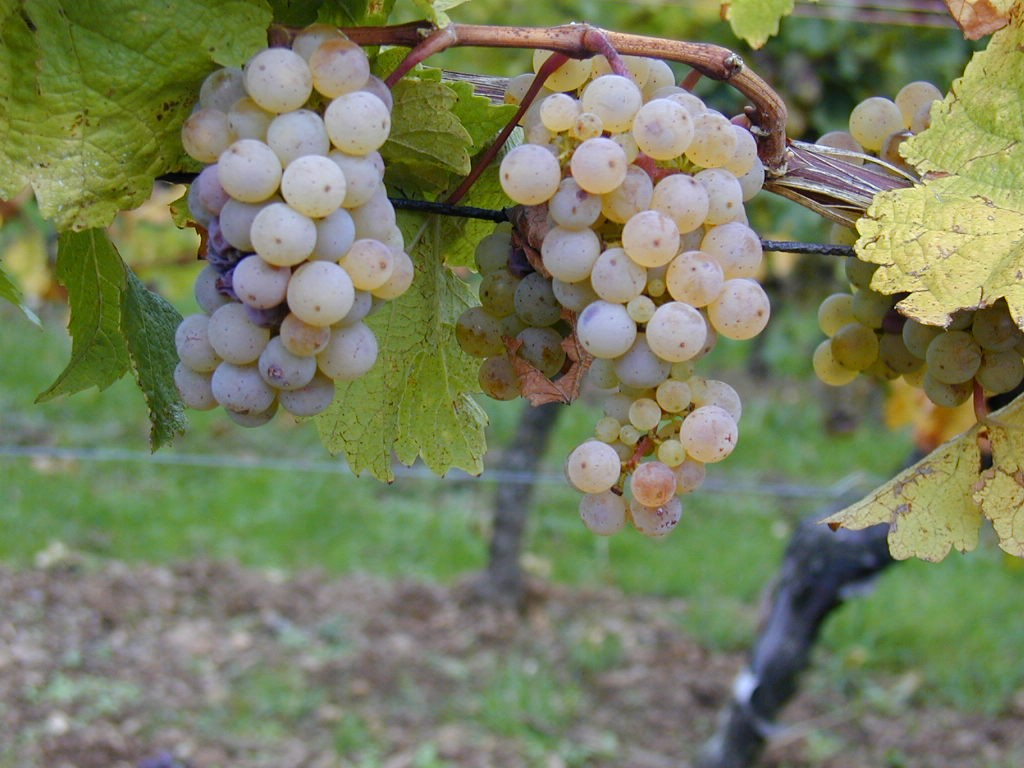
Variedad de uva blanca

La alarije es una variedad de uva blanca de vino (vitis vinifera) autóctona de Extremadura, España.

## Historia
Se cree que alarije es uva originaria de España. Los análisis de ADN sugieren que forma parte de la familia de la malvasía.

## Características
Para prosperar en Extremadura, debe ser tolerante al calor y la sequía. Se usa junto con otras variedades para mezclas. Produce vinos frescos de color amarillo paja.

## Distribución
Según la Orden APA/1819/2007, de 13 de junio (BOE del día 21), se trata de una variedad de vid destinada a la producción de vino recomendada en Extremadura, en particular en Cañamero. Es una de las variedades autorizadas en la Denominación de Origen Ribera del Guadiana.

## Sinónimos
Sus sinónimos son acería, alarije dorado, alarije verdoso, arin, aris, barcelonés, malvasía de Rioja, malvasía riojana, rojal, subirat, subirat parent, villanueva y villanueva de la serena.